# White Lies (Deine Lakaien)
White Lies è un album di inediti del duo darkwave tedesco Deine Lakaien uscito nel 2002.

## Tracce
1. Wunderbar - 4.13
2. Generators - 4.45
3. Where you are - 4.10
4. Prayer - 4.57
5. Stupid - 3.46
6. Kiss - 4.00
7. Silence in your eyes - 4.37
8. Hands white (Mane bianchi)- 5.52
9. Lost - 5.59
10. Fleeting - 4.05
11. Life is a sexually transmitted disease - 5.03
12. One minus one - 4.44

## Formazione
- Alexander Veljanov - cantante
- Ernst Horn - polistrumentista